# Venerable Hermandad del Santísimo Sacramento de la Iglesia de Nuestra Señora de la Concepción
La Venerable Hermandad del Santísimo Sacramento de la Iglesia de Nuestra Señora de la Concepción es una hermandad de culto católico que tiene su sede canónica en la Iglesia Matriz de Nuestra Señora de la Concepción de la ciudad de San Cristóbal de La Laguna, en la isla de Tenerife, en la comunidad autónoma de Canarias (España).

## Historia
Se trata de una hermandad que existe desde el siglo XVI, de hecho, el historiador José Rodríguez Moure menciona que existía desde 1644. Sin bien con el Santísimo Sacramento como principal devoción de culto.
En Semana Santa esta hermandad acompañaba tradicionalmente el paso de la Virgen de la Piedad de la Cofradía de Nuestra Señora de la Piedad y del Lignum Crucis. Actualmente, la hermandad desfila procesionalmente con el paso de las Lágrimas de San Pedro en Semana Santa y durante la festividad del Corpus Cristi acompañando al Santísimo Sacramento.

## Titulares
- Lágrimas de San Pedro: Este paso representa el arrepentimiento de San Pedro Apóstol tras negar a Cristo tres veces. Ambas imágenes fueron realizadas por el escultor orotavense Fernando Estévez a comienzos del siglo XIX. Sustituyen a otras anteriores que procesionaban desde 1644 propiedad de una cofradía a la que pertenecían los clérigos de la parroquia.

## Salidas Procesionales
- Martes Santo: A las 18:30 horas, procesión de las Lágrimas de San Pedro y Nuestra Señora de los Dolores ("La Predilecta").[2]

- Viernes Santo: A las 17:00 horas, Procesión Magna.[2]

- Festividad del Corpus Cristi: A las 17:00 horas, procesión del Santísimo Sacramento.[3]